# Abdul Rahman bin Musa'id Al Sa'ud
ʿAbd al-Raḥmān bin Musāʿid Āl Saʿūd (in arabo عبد الرحمن بن مساعد بن عبد العزيز آل سعود‎?; Parigi, 18 agosto 1967) è un principe e dirigente sportivo saudita, membro della famiglia reale Āl Saʿūd.

## Biografia
Abdul Rahman bin Musa'id è nato a Parigi il 18 agosto 1967 ed è figlio del principe Musa'id bin Abd al-Aziz Al Sa'ud e della sua seconda moglie. Ha studiato all'Università Paris-Sorbonne e all'Università Re Sa'ud. Dal 2008 al 2015 è stato presidente dell'Al-Hilal Club.

## Vita personale
Il principe è sposato e ha due figlie.